# The Fighting Generation
The Fighting Generation – amerykański propagandowy film krótkometrażowy (reklama społeczna) z 1944 w reżyserii Alfreda Hitchcocka i według scenariusza Stephena Longstreeta. W roli głównej wystąpiła Jennifer Jones. Film został wyprodukowany i rozpowszechniany w celu promowania sprzedaży bonów wojennych. Jego dystrybucją zajął się Departament Skarbu Stanów Zjednoczonych. Hitchcock oraz autor zdjęć Gregg Toland nie zostali wymienieni w czołówce filmu. W 1944 do kin w całych Stanach Zjednoczonych rozesłano 12 tys. kopii The Fighting Generation. Film pokazywano również osadzonym w więzieniu stanowym San Quentin w celu, jak pisał Ezra Goodman na łamach „American Cinematographer”, „informowania więźniów o najnowszych wydarzeniach wojennych”.
The Fighting Generation został zrealizowany przez Hitchcocka w ciągu jednego dnia, 9 października 1944 w studiu należącym do producenta Davida O. Selznicka. W pierwotnym założeniu w filmie miała wystąpić także Rhonda Fleming i aktorzy Steve Dunhill oraz Tony Devlin, jednak ostatecznie na ekranie pojawiła się jedynie Jennifer Jones, która wcieliła się w rolę młodej asystentki pielęgniarki, recytującej tekst autorstwa Stephena Longstreeta. Aktorka, mająca na swoim koncie nagrodę Akademii Filmowej za pierwszoplanową rolę w dramacie biograficznym Pieśń o Bernadette (1943, reż. Henry King), wykreowała wcześniej postać pielęgniarki w filmie Od kiedy cię nie ma (1944, reż. John Cromwell), wyprodukowanym przez Selznicka.
Film The Fighting Generation przechowywany jest w Academy Film Archive w Los Angeles, będąc częścią Academy War Film Collection, jednej z największych kolekcji krótkometrażowych obrazów z czasów II wojny światowej. Obszerne zapisy, będące dokumentacją prac nad filmem, znajdują się w Harry Ransom Center, bibliotece Uniwersytetu Teksańskiego w Austin, gdzie przechowywana jest kolekcja należąca do Selznicka.